# شرکای نشنال جئوگرافیک
شرکای نشنال جئوگرافیک یک سرمایه‌گذاری مشترک از تلویزیون والت دیزنی (که دارای ۷۳ درصد سهام) و سازمان غیرانتفاعی علمی انجمن نشنال جئوگرافیک (که دارای ۲۷ درصد است) است. این شرکت تمامی فعالیت‌های تجاری مربوط به انجمن نشنال جئوگرافیک را نظارت می‌کند، از جمله نشریات مجله و کانال‌های تلویزیونی. این شرکت ابتدا توسط فاکس قرن ۲۱ و انجمن نشنال جئوگرافیک تأسیس شد. در تاریخ ۲۰ مارس ۲۰۱۹، دیزنی پس از خرید فاکس سهم فاکس را به دست آورد.